# Mickey Haller
L'avvocato Mickey Haller (vero nome Michael Haller) è un personaggio della letteratura creato da Michael Connelly, comparso per la prima volta nel romanzo Avvocato di difesa. Oltre ai romanzi dove è protagonista, compare anche in alcuni libri in cui il protagonista è il fratellastro Harry Bosch.

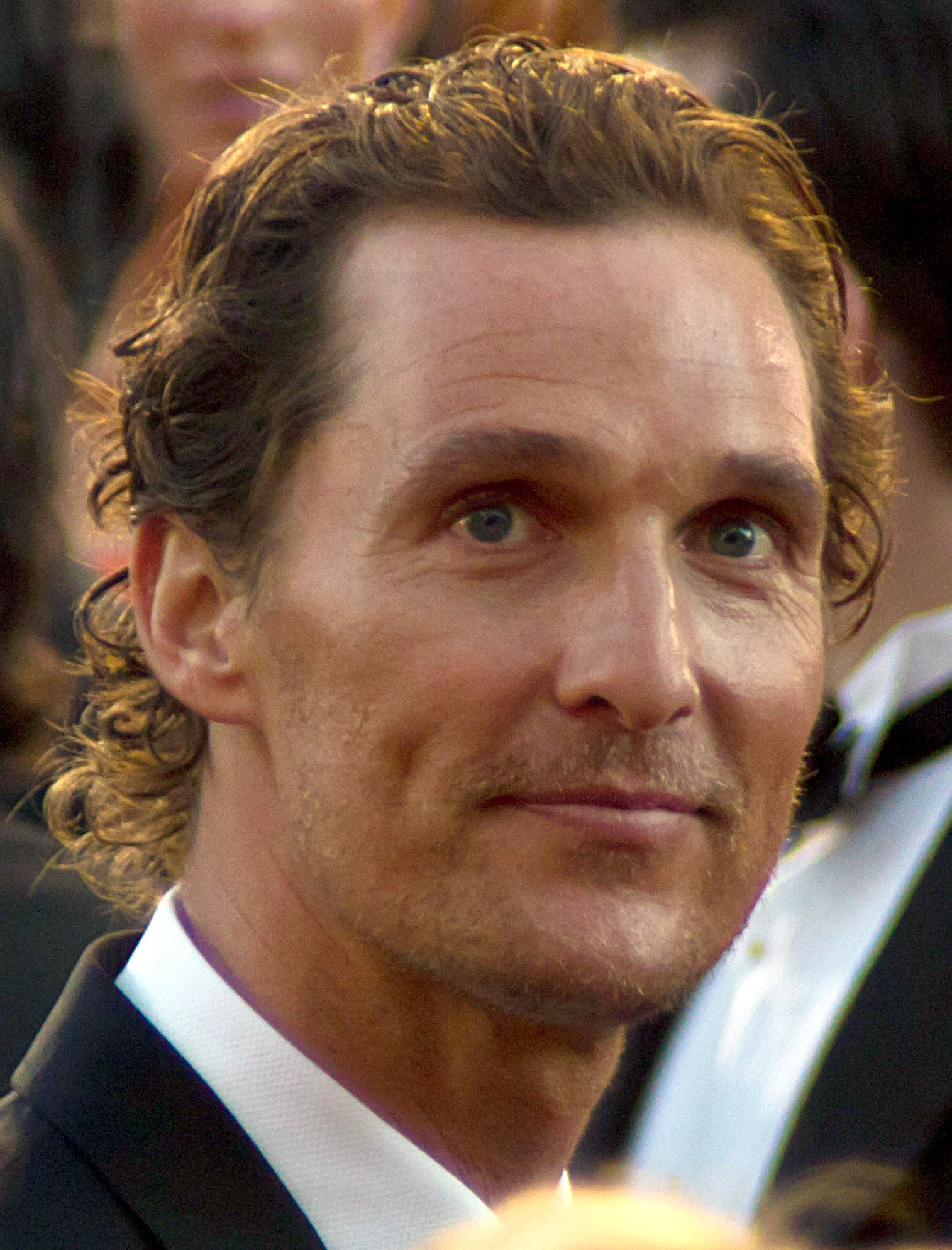
Matthew McConaughey 2011

## Biografia del personaggio

### Background
Nato nel 1965, figlio del famoso avvocato di Los Angeles Michael Haller, e di una messicana, si conosce poco della sua infanzia: il padre è morto quando aveva cinque anni, lasciandogli in eredità la sua pistola.
Mickey ha intrapreso la stessa carriera del padre, diventando avvocato della difesa, ed è riuscito a conoscere meglio l'illustre genitore attraverso i casi di cui si è occupato e le testimonianze di chi ha lavorato con lui.
Solamente da adulto conoscerà Harry Bosch, il fratellastro poliziotto che ha avuto un'infanzia decisamente più difficile della sua.

### Vita personale
Mickey si è sposato due volte e altrettante ha divorziato.
La prima moglie è stata Maggie McPherson, pubblico ministero soprannominata McFierce (La Feroce, tradotto in alcuni libri e film con La Spietata), dalla quale ha avuto una figlia, Hayley.
Mickey e Maggie non si sono mai affrontati in tribunale, per via del conflitto di interessi: l'aver seguito due carriere opposte li ha portati alla separazione.
La seconda moglie di Mickey è stata la sua segretaria Lorna Taylor, la quale dopo il divorzio ha iniziato una relazione con l'investigatore privato Dennis "Cisco" Wojciechowski.
Mickey si è lasciato in ottimi rapporti con entrambe le ex-mogli e ha la custodia di Hayley il mercoledì sera e a week-end alterni. Incastrato per vendetta in un caso di omicidio, è stato incarcerato per circa quattro mesi prima di riuscire a dimostrare la sua innocenza. Durante questo periodo si è riavvicinato alla prima moglie.

## Romanzi
| Anno | Romanzo                 | Ruolo              | Collaboratori                                                    | Cliente/Accusato |
| ---- | ----------------------- | ------------------ | ---------------------------------------------------------------- | ---------------- |
| 2005 | Avvocato di difesa      | Avvocato difensore | Lorna Taylor (segretaria), Raul Levin (investigatore)            | Louis Roulet     |
| 2008 | La lista                | Avvocato difensore | Lorna Taylor (segretaria), Cisco Wojciechowski (investigatore)   | Walter Elliot    |
| 2010 | La svolta               | Procuratore        | Maggie McPherson (vice-procuratore), Harry Bosch (investigatore) | Jason Jessup     |
| 2011 | Il quinto testimone     | Avvocato difensore | Lorna Taylor (segretaria), Cisco Wojciechowski (investigatore)   | Lisa Trammel     |
| 2013 | Il dio della colpa      | Avvocato difensore | Lorna Taylor (segretaria), Cisco Wojciechowski (investigatore)   | André La Cosse   |
| 2021 | La legge dell'innocenza | Avvocato difensore | Maggie McPherson (vice-procuratore), Harry Bosch (investigatore) | Mickey Haller    |